# Roc de l'Arquet
Pour les articles homonymes, voir Arca.
Le Roc de l'Arquet est un dolmen situé à Planèzes, dans le département français des Pyrénées-Orientales.

## Description
Le dolmen a été découvert en 1995. Le dolmen est en assez bon état mais son architecture dénote plusieurs particularités qui interrogent sur leur authenticité. Globalement, on ignore si l'état actuel du dolmen correspond à son architecture d'origine ou bien si elle résulte d'aménagements ultérieurs d'autant que le monument était encore utilisé comme abri agricole lors de sa découverte. Les caractéristiques de la dalle de couverture en gneiss (2,70 m de long sur 1,80 m de large et 0,40 m d'épaisseur moyenne) semblent inadaptées à des dalles supports dont l'épaisseur ne dépasse pas 0,10 à 0,15 m alors même que la chambre est plutôt exiguë. Par ailleurs, l'entrée de la chambre est orientée plein nord, ce qui est totalement inhabituel et ne peut se justifier par une contrainte naturelle.
L'orthostate sud s'est fendu sous le poids de la dalle de couverture et l'architecture du dolmen a peut-être été remaniée à cette occasion. Un sondage pratiqué dans l'espace supposé du couloir d'entrée a révélé l'existence d'une construction constituée de dallettes posées de chant, de manière très serrée, qui pourrait aussi bien correspondre à une structure de condamnation qu'à une partie du tumulus.  Un décapage partiel du tumulus entrepris au début des années 2000 indique que tout le côté oriental est masqué par un épierrement moderne alors que les côtés ouest, sud et nord correspondent à une forme circulaire d’environ 4 m de diamètre.

## Matériel archéologique
Le matériel archéologique correspond aux découvertes réalisées lors du décapage partiel du tumulus et comprend des fragments de céramiques attribuées au Bronze ancien et à l'Âge du fer.